# Dream Me
Dream Me är Seventribes andra EP som släpptes i Sverige 14 april 2011 i samband med Sweden Rock Magazine.

## Låtlista
1. Dream Me
2. Wings Of Belief
3. Answers